# Efraín Gutiérrez
César Efraín Gutiérrez Álvarez (La Ceiba; 7 de mayo de 1954) es un exfutbolista hondureño que jugaba como defensa. Jugó en los Pumas de la UNAH y el Vida.

## Selección nacional
Representó a Honduras en dos partidos de la Copa Mundial de la FIFA de 1982 en España.

### Participaciones en Copas del Mundo
| Mundial                        | Sede   | Resultado    |
| ------------------------------ | ------ | ------------ |
| Copa Mundial de Fútbol de 1982 | España | Primera fase |

## Palmarés

### Títulos internacionales
| Título                                | Equipo   | Sede     | Año  |
| ------------------------------------- | -------- | -------- | ---- |
| Campeonato de Naciones de la Concacaf | Honduras | Honduras | 1981 |